# Ida Schöpfer
Ida Schöpfer, née le 22 octobre 1929 à Flühli et morte le 7 juin 2014, est une skieuse alpine suisse.

## Palmarès

### Jeux olympiques d'hiver
| Épreuve / Édition | Descente | Slalom géant | Slalom      |
| JO 1952 Oslo      | 10e      | 16e          | Disqualifié |

### Championnats du monde
| Épreuve / Édition | Descente | Slalom géant | Slalom      | Combiné                          |
| JO 1952 Oslo      | 10e      | 16e          | Disqualifié | Épreuve inexistante à cette date |
| Mondiaux 1954 Åre | Or       | 8e           | Argent      | Or                               |